# Sándwich de panceta, huevo y queso
Un sándwich de panceta, huevo y queso es un sándwich de desayuno hecho con panceta, huevo (típicamente frito o revuelto), queso y pan, que suele untarse con mantequilla y tostarse. Se sirve a menudo acompañado con café. Existen sándwiches parecidos que cambian la panceta por salchicha o jamón.

## Variantes

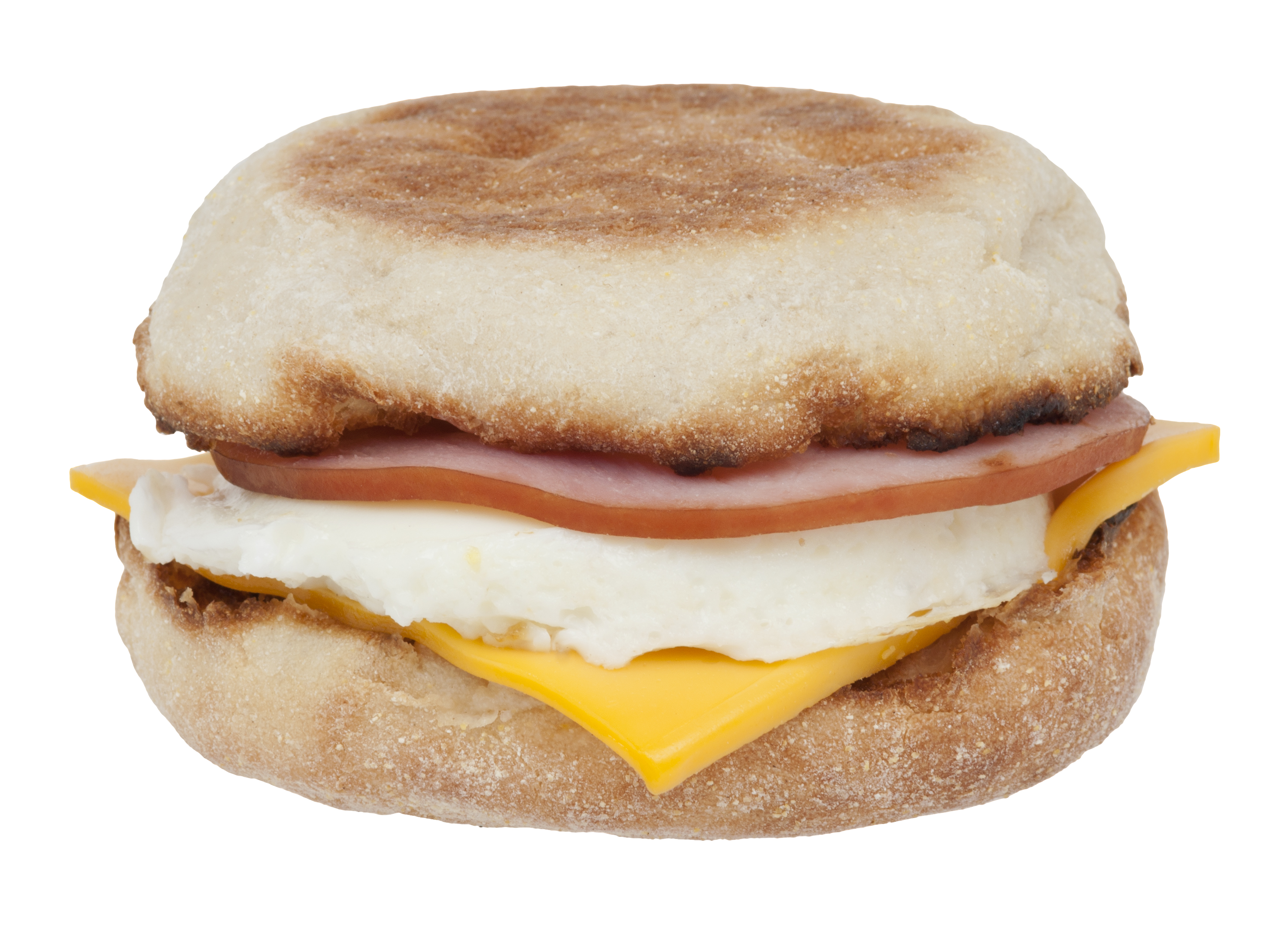
Un sándwich de desayuno Egg McMuffin de McDonald's, comprado en Norteamérica.

Pueden usarse cruasanes, bagels, tostadas, galletas o magdalenas en lugar de pan para elaborar el sándwich. Este plato también puede servirse como un burrito o taco.
A veces se le añade tomate. Una versión más fuerte incluye hash brown.
Existe una versión adaptada a una dieta baja en hidratos de carbono. También se ha modificado la receta al Hot Pockets (170 calorías y 7 g de grasa) y Lean Pockets (150 calorías y 4,5 g de grasa). Un sándwich de panceta, huevo y queso típico tiene unos 20 g de grasa y 350 calorías.